# Nomada succincta
Nomada succincta är en biart som beskrevs av Georg Wolfgang Franz Panzer 1798. Den ingår i släktet gökbin och familjen långtungebin. Inga underarter finns listade i Catalogue of Life.

## Beskrivning
Ett långsträckt bi med svart huvud; dock har hanen gul överläpp. Mellankroppen är även den svart med två gula fläckar baktill. Bakkroppen är svart med gula markeringar i ett getingliknande mönster. Kroppslängden är 10 till 13 mm för båda könen.

## Ekologi
Nomada succincta bygger inga egna bon, utan larven lever som boparasit hos nyponsandbi, märgelsandbi, gyllensandbi och blåklockesandbi där den lägger ägg i värdartens bon, ett ägg i varje larvcell. Den resulterande larven har kraftiga käkar i det första larvstadiet, med vilka den dödar värdägget eller värdlarven så den kan leva på det insamlade matförrådet. Arten håller till i habitat som hedar, skogsbryn, dikesrenar, flodstränder samt ruderatmarker som bangårdar och utgrävda områden. Flygperioden varar från slutet av april till slutet av juni. Arten är polylektisk och besöker blommor från många olika växtfamiljer. 

## Utbredning
Arten förekommer i Syd- och Mellaneuropa samt Algeriet i Nordafrika och österut till asiatiska Ryssland. I norr når den upp till Danmark, där den är allmän, samt till Finland, där den förekommer längst i söder i Nyland (bland annat Helsingfors-området) norrut till Päijänne-Tavastland och Södra Savolax. Även om det finska utbredningsområdet är begränsat, är arten inte rödlistad av Finlands Artdatacenter, utan klassificerad som livskraftig (LC). Den har inget svenskt trivialnamn i Finland, men på finska kallas den "sitruunakiertomehiläinen" (ungefär "citrongökbi").

## Systematik
Nomada succincta troddes länge vara identisk med gyllengökbiet (Nomada goodeniana), innan man slutligen, på 1990-talet, fastställde att den var en god art.

## Bildgalleri

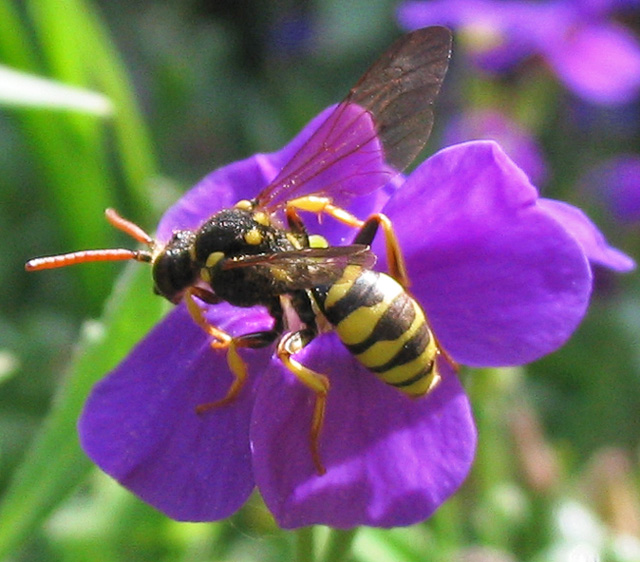
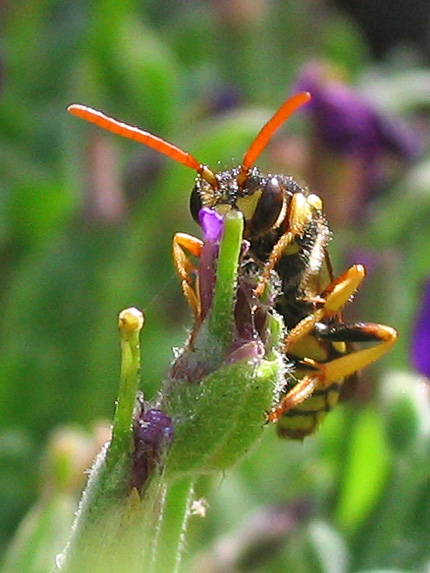